# R. c. Ryan
R. c. Ryan est un arrêt de la Cour suprême du Canada rendu en 2013 concernant le moyen de défense de contrainte dans le contexte de la violence conjugale.

## Les faits
Nicole Doucet Ryan (maintenant Nicole Doucet) a allégué qu'elle avait été victime d'abus et de tourments répétés de la part de son mari, Michael Ryan. Au procès, le juge du procès a reconnu qu'elle avait subi de tels abus. Le mari n'a jamais été appelé à témoigner. En septembre 2007, Mme Doucet a commencé à penser au meurtre de son mari. Au cours des sept mois suivants, elle a parlé à au moins trois hommes qui, elle l'espérait, le tueraient. En décembre 2007 ou janvier 2008, elle a payé 25 000 $ à un homme pour commettre le meurtre, mais il a ensuite refusé, exigeant une indemnisation supplémentaire. Elle s'est approchée d'une autre personne et a été contactée par une troisième, un agent infiltré de la GRC, se faisant passer pour un « tueur à gages ». Le 27 mars 2008, elle a rencontré cet individu et a accepté de le payer pour qu'il tue son mari. Le prix convenu était de 25 000 $, avec 2 000 $ payés en espèces ce jour-là. Le meurtre devait avoir lieu le week-end suivant. Plus tard dans la même nuit, elle a fourni une adresse et une photo de son mari au « tueur à gages ». Peu de temps après, elle a été arrêtée et accusée d'avoir conseillé la perpétration d'une infraction non commise contrairement à l'art. 464a) du Code criminel.
Au procès, il n'était pas contesté que les éléments de l'infraction avaient été prouvés et le juge du procès, le juge Farrar (tel était alors son titre), a indiqué qu'il était convaincu hors de tout doute raisonnable que les éléments requis de l'infraction consistant à conseiller le commission d'une infraction avait été établie. Il a fondé cette conclusion sur l'aveu de Mme Doucet que le ministère public avait fait une preuve prima facie et sur les enregistrements audio et vidéo des conversations enregistrées avec l'agent d'infiltration et une déclaration faite lors de l'arrestation. La seule question en litige au procès était de savoir si les actes par ailleurs criminels de Mme Doucet étaient excusés en raison de la contrainte. L'accusé avait soulevé que la défense de common law fondée sur la contrainte s'appliquait. Le ministère public a soutenu que d'après les faits de la présente affaire, les éléments de la contrainte n'étaient pas présents. Mais elle n'a pas fait valoir au procès, comme elle l'a fait plus tard en appel, que la défense de contrainte n'était pas disponible en droit pour l'accusé. Le juge du procès a accepté sa version et l'a acquittée au motif qu'elle avait établi qu'elle agissait sous la contrainte.
La Cour d'appel de la Nouvelle-Écosse a confirmé à l'unanimité son acquittement.

## Motifs du jugement de la Cour suprême
La Cour a accueilli l'appel du ministère public. Les juges majoritaires ont inscrit un arrêt des procédures alors que le juge dissident, le juge Fish, aurait ordonné un nouveau procès, laissant au ministère public le soin de déterminer si un nouveau procès était dans l'intérêt public.
La Cour a accepté les faits constatés par le juge de première instance. La seule question était de savoir si la défense de contrainte était disponible. La Cour a accepté l'argument du ministère public, qui a été avancé pour la première fois, selon lequel le moyen de défense de contrainte n'était pas disponible. La défense de contrainte est disponible lorsqu'une personne est contrainte de commettre un crime contre un tiers innocent. En l'espèce, compte tenu des faits constatés par le juge de première instance, le mari ne serait pas une victime innocente. Il serait plutôt l'auteur de son propre malheur. De plus, Mme Doucet n'a jamais été contrainte d'agir comme elle l'a fait. La Cour a fait allusion à la possibilité d'invoquer la légitime défense comme moyen de défense possible.
Le juge Fish a conclu que l'octroi de l'arrêt des procédures était inapproprié. Il aurait ordonné un nouveau procès. Tout autre moyen de défense avancé par l'accusé pourrait alors être invoqué.
Bien que la contrainte ne soit pas disponible pour de tels faits, la discussion de la Cour suprême sur le droit de la contrainte au Canada est instructive. La contrainte est une défense fondée sur une excuse qui a pour effet d'annuler la responsabilité pénale lorsque l'infraction est le produit d'une conduite moralement involontaire d'un accusé. Il existe à la fois une défense de contrainte légale et une contrainte de common law. Alors que la défense légale sera disponible pour l'auteur principal d'une infraction, la défense de common law sera disponible pour les auteurs secondaires de l'infraction. Une différence notable entre les deux moyens de défense est que, alors que le moyen de défense de common law fondé sur la contrainte peut être invoqué pour toute accusation, le moyen de défense prévu par la loi, tel que décrit à l'article 17 du Code criminel, contient une liste d'infractions exclues, y compris le meurtre.
En dehors de cela, l'arrêt Ryan a mis en harmonie relative les versions de la loi et de la common law de la défense de contrainte. Premièrement, il doit y avoir eu une menace implicite ou explicite de mort ou de lésions corporelles présente ou future contre l'accusé ou un tiers que l'accusé croyait raisonnablement être exécutée. Deuxièmement, il ne devait y avoir aucune issue sûre permettant à l'accusé de s'échapper. Troisièmement, il doit y avoir eu un lien temporel étroit entre la menace et l'infraction. Quatrièmement, il doit y avoir eu proportionnalité entre la menace de préjudice et l'infraction commise. De même, l'accusé doit avoir agi avec un courage raisonnable en réponse à la menace. Cinquièmement, et enfin, l'accusé ne doit pas avoir participé à un complot en participant à l'infraction.

## Réactions
À la suite de la publication de la décision le 18 janvier 2013, Michael Ryan, l'ex-mari de l'accusée a nié toutes les allégations formulées. Il a souligné qu'il était présent au tribunal en réponse à une assignation à comparaître, mais que la Couronne ne l'a jamais appelé comme témoin.
Un professeur de droit de l'Université Dalhousie a demandé une enquête publique. Il a remis en question la justification du ministère public de ne pas appeler M. Ryan comme témoin. Il a également critiqué la Cour pour avoir tiré des conclusions contre la GRC sans avoir entendu quoi que ce soit de la GRC. Il a également critiqué l'octroi d'un arrêt des procédures, convenant avec le juge Fish qu'il s'agit d'une réparation extrême.